# Пелюстковий друкувальний пристрій

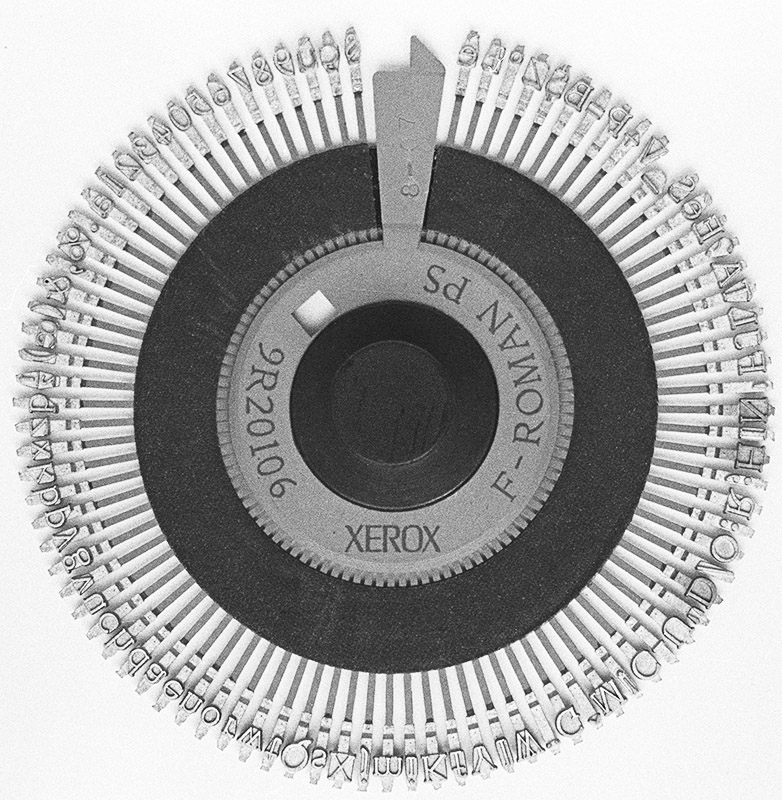
Металеве колесо ромашки Daisy wheel printer корпорації Xerox

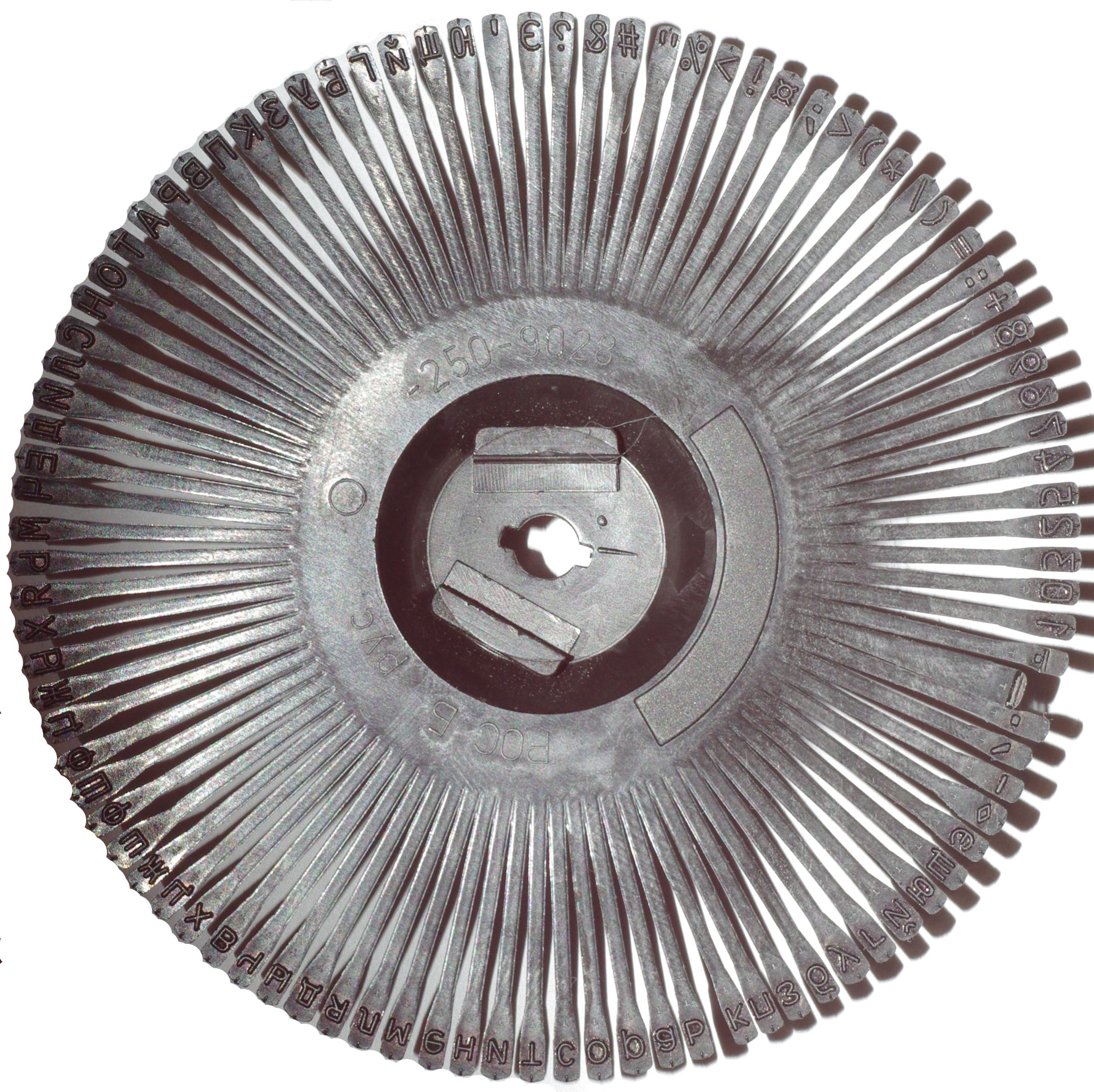
Пелюстковий друкувальний пристрій із кириличним набором символів

Пелюстко́вий друкува́льний при́стрій (англ. Daisy wheel printer, ПДП) — друкувальний пристрій, що використовує технологію ударного друку. Пристрій винайшов 1969 року Девід Лі з відділення Diablo Data Systems корпорації Xerox. У ПДП використовують змінні попередньо сформовані друкувальні елементи, кожен з яких зазвичай містить 96 символів, для отримання високоякісної продукції, порівнянної з якісними друкарськими машинками, такими як IBM Selectric, але в два-три рази швидше. ПДП використовувалися в електронних друкарських машинках, текстових процесорах і принтерах від 1972 року.
До 1980 року технологія пелюсткового друку стала домінівною для високоякісного друкування тексту. Матричний ударний друк або термографічні принтери використовували там, де були потрібні висока швидкість і друк зображень, а також прийнятна низька якість друку. Обидві технології були швидко замінені для більшості цілей, коли точкові принтери, зокрема лазерні, які могли друкувати будь-які символи або графіку, а не обмежувалися певним набором символів, досягли порівнянної якості друку.. Технологія ПДП нині застосовується тільки в деяких електронних друкарських машинках.
За принципом дії були гібридом барабанного принтера і друкарської машинки. Мали один набір букв, розташований на гнучких пелюстках пластмасового диска. Диск обертався, і спеціальний електромагніт притискав потрібну пелюстку до фарбувальної стрічки і паперу. Оскільки набір символів був один, було потрібно переміщувати друкувальну головку вздовж рядка, і швидкість друку була помітно нижчою, ніж у барабанних принтерів. Замінивши диск із символами, можна було отримати інший шрифт, а, вставивши стрічку не чорного кольору — отримати «кольоровий» відбиток. Для цього в наборі команд принтера могла бути присутня команда «пауза».c.71 Крім ромашки, деталь з літерами могла мати форму наперстка, зрізаної куліc.53 або навіть гусеничного ланцюга.